# Astrid Kumbernuss
Astrid Kumbernuss, född 5 februari 1970, Grevesmühlen, DDR är en tysk f.d. friidrottare (kulstötare).
Kumbernuss var en av de största stjärnorna i kulstötning under 1990-talet. Kumbernuss vann tre VM-guld i rad (1995, 1997 och 1999). Dessutom vann hon OS-guld 1996 i Atlanta. 1997 utsågs hon till årets friidrottare. 2005 valde hon att avsluta sin karriär. 